# Puchar Świata w narciarstwie alpejskim 1994/1995
Sezon 1994/1995 Pucharu Świata w narciarstwie alpejskim rozpoczął się 26 listopada 1994 w amerykańskim Park City (kobiety) i 3 grudnia 1994 we francuskim Tignes (mężczyźni), a zakończył 19 marca 1995 we włoskim Bormio. Była to 29. edycja pucharowej rywalizacji. Rozegrano 32 konkurencje dla kobiet (9 zjazdów, 8 slalomów gigantów, 7 supergigantów, 7 slalomów specjalnych oraz 1 kombinację) i 32 konkurencje dla mężczyzn (9 zjazdów, 7 slalomów gigantów, 5 supergigantów, 9 slalomów specjalnych oraz 2 kombinacje).
Puchar Narodów (łącznie) zdobyła reprezentacja Austrii, wyprzedzając Szwajcarię i Włochy.

## Puchar Świata w narciarstwie alpejskim kobiet
Wśród kobiet najlepszą zawodniczką okazała się Szwajcarka Vreni Schneider, która zdobyła 1248 punktów, wyprzedzając reprezentantkę Niemiec Katję Seizinger i Szwajcarkę Heidi Zeller-Bähler.
W poszczególnych klasyfikacjach tryumfowały:
- Picabo Street – zjazd
- Vreni Schneider – slalom
- Vreni Schneider – slalom gigant
- Katja Seizinger – supergigant
- Pernilla Wiberg – kombinacja

## Puchar Świata w narciarstwie alpejskim mężczyzn
Wśród mężczyzn najlepszym zawodnikiem okazał się Włoch Alberto Tomba, który zdobył 1150 punktów, wyprzedzając Austriaka Günthera Madera i Słoweńca Jure Košira.
W poszczególnych klasyfikacjach tryumfowali:
- Luc Alphand – zjazd
- Alberto Tomba – slalom
- Alberto Tomba – slalom gigant
- Peter Runggaldier – supergigant
- Marc Girardelli – kombinacja

## Puchar Narodów (kobiety + mężczyźni)
- 1.  Austria – 8862 pkt
- 2.  Szwajcaria – 6015 pkt
- 3.  Włochy – 5965 pkt
- 4.  Norwegia – 4387 pkt
- 5.  Niemcy – 3894 pkt